# Teurthéville-Hague
Teurthéville-Hague település Franciaországban, Manche megyében. Lakosainak száma 1029 fő (2022. január 1.). Teurthéville-Hague Héauville, Helleville, Saint-Christophe-du-Foc, Sideville, Sotteville, Virandeville és La Hague községekkel határos.

## Népesség
A település népessége az elmúlt években az alábbi módon változott:
| Lakosok száma | 541  | 563  | 731  | 823  | 983  | 1027 | 1059 | 1041 | 1032 | 1029 |
|               | 1968 | 1982 | 1990 | 2006 | 2013 | 2015 | 2017 | 2019 | 2020 | 2022 |